# Кула на идеите Чучхе
Кулата на идеите Чучхе (на корейски: 주체사상탑) е обелиск, построен в Пхенян. Наречен е на държавната идеология на КНДР Чучхе.
Завършена е през 1982 г. в чест на 70-ата годишнина на Ким Ир Сен.

## Обща информация
Представлява обелиск от гранит с височина 170 m (височина на колоната – 150, височина на факела – 20). Това е втората най-висока сграда в Пхенян. В долната част се намира 30-метрова бронзова скулптура от три фигури, представляващи селянин, работник и трудещ се интелектуалец.
На юг и на север от паметника е проектирана паркова среда, в която се помещават още 6 скулптурни групи от бял камък (три на север и на юг от паметника), представляващи работници от различни професии, военни и други представители на корейския народ, направени в типичния стил на соцреализма. На река Тедонган пред паметника, са поставени два фонтана, а водата от тях се издига на по-високо от 100 m, което е красиво осветено през нощта. От началото на 1990-те години, фонтаните и светлините работят много рядко.
Във вътрешността на паметника има лифт, с който се стига до платформата за наблюдение в горната част. От южната страна в основата на паметника е оборудвано с ниша, чиито стени са украсени с каменни плочи, подарени от различни високопоставени гости на Пхенян.
Монументът и площада около него са популярно място за младоженци (заедно с хълм Мансу).

## Галерия
- Изглед към кулата от покрив на сграда, през площад Ким Ир Сен и река Тедонган.
- Кулата и работническия паметник от близо.
- Изглед от кулата към площад Ким Ир Сен.
- Долната част на кулата със симетрични сгради отзад.

|  | Тази страница частично или изцяло представлява превод на страницата „Монумент идей Чучхе“ в Уикипедия на руски. Оригиналният текст, както и този превод, са защитени от Лиценза „Криейтив Комънс – Признание – Споделяне на споделеното“, а за съдържание, създадено преди юни 2009 година – от Лиценза за свободна документация на ГНУ. Прегледайте историята на редакциите на оригиналната страница, както и на преводната страница, за да видите списъка на съавторите. ВАЖНО: Този шаблон се отнася единствено до авторските права върху съдържанието на статията. Добавянето му не отменя изискването да се посочват конкретни източници на твърденията, които да бъдат благонадеждни. |